# Jennifer Wester
Jennifer Wester (Dallas, 27 febbraio 1985) è una danzatrice su ghiaccio statunitense.

## Televisione
Nel 2010 ha partecipato alla versione americana Skating with the Stars.
Nel 2015 Partecipa su Rai 1 alla terza edizione di Notti sul ghiaccio, in coppia con Emanuele Filiberto di Savoia.

## Risultati
(Con Daniil Barantsev)
| International                     | International | International | International | International |
| Evento                            | 2005–06       | 2006–07       | 2007–08       | 2008–09       |
| --------------------------------- | ------------- | ------------- | ------------- | ------------- |
| Campionati dei Quattro continenti |               |               | 4°            |               |
| GP Trophée Eric Bompard           |               |               |               | 8°            |
| GP Skate Canada                   |               |               |               | 7°            |
| Nebelhorn Trophy                  |               |               | 1°            |               |
| Nazionali                         |               |               |               |               |
| Campionati statunitensi           | 7°            | 6°            | 5°            | R             |
| Midwestern Sectional              | 1°            |               | 1°            |               |
| GP = Grand Prix; R = Ritirati     |               |               |               |               |

(Con Jonathan Harris)
| Evento                  | 2002–03 |
| ----------------------- | ------- |
| Campionati statunitensi | 9° J.   |
| Midwestern Sectional    | 3° J.   |
| J. = Categoria junior   |         |